# 大東山特別地區
大東山特別地區（劃定於1979年12月19日）是一個位於香港新界大嶼山的北大嶼郊野公園及南大嶼郊野公園內大東山一帶的特別地區，佔地370公頃。該特別地區是香港唯一一個跨越兩個郊野公園的特別地區。